# Spegazzinia sundara
Spegazzinia sundara är en svampart som beskrevs av Subram. 1956. Spegazzinia sundara ingår i släktet Spegazzinia, divisionen sporsäcksvampar och riket svampar.   Inga underarter finns listade i Catalogue of Life.